# Liste der Abkürzungen in der organischen Chemie
Diese Liste der Abkürzungen in der organischen Chemie listet die gebräuchlichsten Abkürzungen in der organischen Chemie nach Themengebieten auf. In der organischen Chemie werden sowohl Abkürzungen für sehr gebräuchliche chemische Verbindungen, Reagenzien, Reste und funktionelle Gruppen benutzt. Daneben finden auch ein Teil der Abkürzungen aus der Biochemie Verwendung. Neben sehr lokal gebräuchlichen Abkürzungen, dem Laborslang, gibt es eine Vielzahl an sehr gebräuchlichen Abkürzungen, welche auch ausnahmslos in der Fachliteratur verwendet werden und auch in der Liste aufgeführt werden.

## Lösungsmittel
Sehr gebräuchliche Lösungsmittel werden häufig abgekürzt, um die Übersichtlichkeit in Reaktionsgleichungen zu wahren.
| Abkürzung      | Chemischer Name                | Struktur |
| -------------- | ------------------------------ | -------- |
| ACN            | Acetonitril                    |          |
| AcOH           | Essigsäure                     |          |
| t-BuOH         | tert-Butanol                   |          |
| DCM            | Dichlormethan                  |          |
| DMA            | N,N-Dimethylacetamid           |          |
| DMF            | N,N-Dimethylformamid           |          |
| DMPU           | Dimethylpropylenharnstoff      |          |
| DMSO           | Dimethylsulfoxid               |          |
| EtOH           | Ethanol                        |          |
| HMPT           | Hexamethylphosphorsäuretriamid |          |
| MeOH           | Methanol                       |          |
| MTBE           | Methyl-tert-butylether         |          |
| PEG            | Polyethylenglykol              |          |
| TFA            | Trifluoressigsäure             |          |
| THF            | Tetrahydrofuran                |          |
| TBME oder MTBE | tert-Butylmethylether          |          |

## Reagenzien
| Abkürzung         | Chemischer Name                                                                            | Struktur |
| ----------------- | ------------------------------------------------------------------------------------------ | -------- |
| 9-BBN             | 9-Borabicyclo[3.3.1]nonan                                                                  |          |
| acac              | Acetylaceton                                                                               |          |
| AIBN              | Azobis(isobutyronitril)                                                                    |          |
| BTI               | (Bis(trifluoracetoxy)iod)benzol                                                            |          |
| BuLi              | n-Butyllithium                                                                             |          |
| BOP               | Benzotriazolyloxytris(dimethylamino)phosphoniumhexafluoridophosphat                        |          |
| CDI               | 1,1′-Carbonyldiimidazol                                                                    |          |
| COD               | 1,5-Cyclooctadien                                                                          |          |
| coe               | Cycloocten                                                                                 |          |
| COT               | Cyclooctatetraen                                                                           |          |
| Cp                | Cyclopentadien in Komplexen als Cyclopentadienylanion                                      |          |
| CSA               | Campher-10-sulfonsäure                                                                     |          |
| DABCO             | 1,4-Diazabicyclo[2.2.2]octan                                                               |          |
| DADO              | Diacetyldioxim                                                                             |          |
| DIBAL DIBAL-H     | Diisobutylaluminiumhydrid                                                                  |          |
| DBH DBDMH         | 1,3-Dibrom-5,5-dimethylhydantoin                                                           |          |
| DIH               | 1,3-Diiod-5,5-dimethylhydantoin                                                            |          |
| DBU               | 1,8-Diazabicyclo[5.4.0]undec-7-en                                                          |          |
| DBN               | 1,5-Diazabicyclo[4.3.0]non-5-en                                                            |          |
| DBPO, BPO         | Dibenzoylperoxid                                                                           |          |
| DCC               | N,N′-Dicyclohexylcarbodiimid                                                               |          |
| DIC               | N,N′-Diisopropylcarbodiimid                                                                |          |
| DEAD              | Diethylazodicarboxylat                                                                     |          |
| DECP              | Diethylchlorphosphat                                                                       |          |
| DIAD              | Diisopropylazodicarboxylat                                                                 |          |
| DMAP              | 4-(Dimethylamino)pyridin                                                                   |          |
| DNPH              | 2,4-Dinitrophenylhydrazin                                                                  |          |
| EDCI (EDC)        | 1-Ethyl-3-(3-dimethylaminopropyl)carbodiimid                                               |          |
| HATU              | O-(7-Azabenzotriazol-1-yl)-N,N,N′,N′-tetramethyluronium-hexafluorphosphat                  |          |
| HBTU              | 2-(1H-Benzotriazol-1-yl)-1,1,3,3-tetramethyluronium-hexafluorophosphat                     |          |
| HexLi             | n-Hexyllithium                                                                             |          |
| HMDS              | Hexamethyldisilazan                                                                        |          |
| HOBt              | Hydroxybenzotriazol                                                                        |          |
| IDCP              | Iodoniumdi(sym-collidin)perchlorat                                                         |          |
| LAH               | Lithiumaluminiumhydrid                                                                     |          |
| LDA               | Lithiumdiisopropylamid                                                                     |          |
| mCPBA             | meta-Chlorperbenzoesäure                                                                   |          |
| MeLi              | Methyllithium                                                                              |          |
| MoOPD             | Oxodiperoxymolybdän (Pyridin)(Dimethylpropylenharnstoff)                                   |          |
| MoOPH             | Oxodiperoxymolybdän (Pyridin)(Hexamethylphosphorsäuretriamid)                              |          |
| NBS               | N-Bromsuccinimid                                                                           |          |
| NCS               | N-Chlorsuccinimid                                                                          |          |
| NHS               | N-Hydroxysuccinimid                                                                        |          |
| PCC               | Pyridiniumchlorochromat                                                                    |          |
| PIFA              | (Bis(trifluoracetoxy)iod)benzol                                                            |          |
| PyBOP             | Benzotriazol-1-yl-oxytripyrrolidinophosphonium hexafluorophosphat                          |          |
| sec-BuLi          | sec-Butyllithium                                                                           |          |
| TADDOL            | α,α,α′,α′-Tetraaryl-1,3-dioxolan-4,5-dimethanol                                            |          |
| TBTU              | O-(Benzotriazol-1-yl)-N,N,N′,N′-tetramethyluronium-tetrafluoroborat                        |          |
| TDBTU             | O-(3,4-Dihydo-4-oxo-1,2,3-benzotriazin-3-yl)-N,N,N′,N′-tetramethyluronium-tetrafluoroborat |          |
| TEMPO             | 2,2,6,6-Tetramethylpiperidinyloxyl                                                         |          |
| TEMPOL 4-OH-TEMPO | 4-Hydroxy-2,2,6,6-tetramethylpiperidinyloxyl                                               |          |
| tert-BuLi, t-BuLi | tert-Butyllithium                                                                          |          |
| ?                 | Triethylsilyl-O-trifluoracetat                                                             |          |
| TMEDA             | Tetramethylethylendiamin                                                                   |          |
| TosMIC            | Tosylmethylisocyanid                                                                       |          |
| TOTU              | O-[(Ethoxycarbonyl)cyanomethylenamino]-N,N,N′,N′-tetramethyluronium-tetrafluoroborat       |          |
| TPTU              | O-(1,2-Dihydro-2-oxopyridyl)-1,1,3,3-tetramethyluronium-tetrafluoroborat                   |          |
| TSTU              | N,N,N′,N′-Tetramethyl-O-(N-succinimidyl)uronium-tetrafluoroborat                           |          |

## Verbindungen
Chemische Verbindungen werden häufig wegen ihrer molekularen Komplexität abgekürzt. Dabei gehen die Abkürzungen z. T. ohne Übergang in die Biochemie über. Normalerweise werden bei chiralen Verbindungen nur die nichtnatürlichen Verbindungen mit einem stereochemischen Präfix benannt.

### Aminosäuren
| Dreibuchstaben Abkürzung | Einbuchstaben Abkürzung | Chemischer Name | Struktur |
| ------------------------ | ----------------------- | --------------- | -------- |
| Ala                      | A                       | Alanin          |          |
| Arg                      | R                       | Arginin         |          |
| Asn                      | N                       | Asparagin       |          |
| Asp                      | D                       | Asparaginsäure  |          |
| Cys                      | C                       | Cystein         |          |
| Gln                      | Q                       | Glutamin        |          |
| Glu                      | E                       | Glutaminsäure   |          |
| Gly                      | G                       | Glycin          |          |
| His                      | H                       | Histidin        |          |
| Ile                      | I                       | Isoleucin       |          |
| Leu                      | L                       | Leucin          |          |
| Lys                      | K                       | Lysin           |          |
| Met                      | M                       | Methionin       |          |
| Phe                      | F                       | Phenylalanin    |          |
| Pro                      | P                       | Prolin          |          |
| Pyl                      | O                       | Pyrrolysin      |          |
| Sec                      | U                       | Selenocystein   |          |
| Ser                      | S                       | Serin           |          |
| Thr                      | T                       | Threonin        |          |
| Trp                      | W                       | Tryptophan      |          |
| Tyr                      | Y                       | Tyrosin         |          |
| Val                      | V                       | Valin           |          |

### Nucleoside
| Abkürzung | Chemischer Name | Struktur |
| --------- | --------------- | -------- |
| A         | Adenosin        |          |
| dA        | Desoxyadenosin  |          |
| G         | Guanosin        |          |
| dG        | Desoxyguanosin  |          |
| C         | Cytidin         |          |
| dC        | Desoxycytidin   |          |
| T         | Ribothymidin    |          |
| dT        | Desoxythymidin  |          |
| U         | Uridin          |          |
| dU        | Desoxyuridin    |          |

## Biochemische Puffer
| Abkürzung | Chemischer Name                                                        | Struktur |
| --------- | ---------------------------------------------------------------------- | -------- |
| BICINE    | 2-(Bis(2-hydroxyethyl)amino)essigsäure                                 |          |
| BisTris   | Bis(2-hydroxyethyl)amino-tris(hydroxymethyl)methan                     |          |
| CAPS      | N-Cyclohexyl-3-aminopropansulfonsäure                                  |          |
| CHES      | N-Cyclohexyl-2-aminoethansulfonsäure                                   |          |
| HEPES     | 2-(4-(2-Hydroxyethyl)-1-piperazinyl)-ethansulfonsäure                  |          |
| MES       | 2-(N-Morpholino)ethansulfonsäure                                       |          |
| MOPS      | 3-(N-Morpholino)propansulfonsäure                                      |          |
| TES       | 2-((1,3-Dihydroxy-2-(hydroxymethyl)propan-2-yl)amino)ethanesulfonsäure |          |
| PBS       | Phosphatgepufferte Salzlösung                                          |          |
| TRICINE   | N-(2-Hydroxy-1,1-bis(hydroxymethyl)ethyl)glycin                        |          |
| TRIS      | Tris(hydroxymethyl)aminomethan                                         |          |

## Teilverbindungen

### Reste
| Abkürzung | Chemischer Name                                                  | Struktur |
| --------- | ---------------------------------------------------------------- | -------- |
| Alk       | Alkyl                                                            |          |
| Ar        | Aryl                                                             |          |
| Bu        | n-Butyl                                                          |          |
| Cy        | Cyclohexyl                                                       |          |
| EDG       | Elektronenschiebende Gruppe von engl. electron donating group    |          |
| EWG       | Elektronenziehende Gruppe von engl. electron withdrawing group   |          |
| Et        | Ethyl                                                            |          |
| LG        | Allgemein für eine Abgangsgruppe von engl. leaving group         |          |
| Me        | Methyl                                                           |          |
| Ms        | Mesyl (Methylsulfonyl)                                           |          |
| Mes       | Mesityl (2,4,6-Trimethylphenyl)                                  |          |
| Nu        | Allgemein für ein Nucleophil                                     |          |
| Hal       | Halogen – Chlor, Brom und Iod und sehr selten Fluor              |          |
| OSu       | O-Succinimid                                                     |          |
| Ph        | Phenyl                                                           |          |
| PG        | Allgemein für Schutzgruppe von engl. protecting group            |          |
| Pr        | Propyl                                                           |          |
| Py        | Pyridyl                                                          |          |
| R         | allgemeiner Rest                                                 |          |
| Tol       | Tolyl                                                            |          |
| Tos       | Tosyl (p-Toluolsulfonyl)                                         |          |
| X         | Abgangsgruppe (häufig auch für die Halogene Chlor, Brom und Iod) |          |

### Schutzgruppen
| Abkürzung   | Chemischer Name                    | Struktur |
| ----------- | ---------------------------------- | -------- |
| Ac          | Acetyl                             |          |
| Alloc       | Allyloxycarbonyl                   |          |
| Bn, Bzl     | Benzyl                             |          |
| Boc         | tert-Butyloxycarbonyl              |          |
| Bz          | Benzoyl                            |          |
| Cbz         | Benzyloxycarbonyl                  |          |
| DMT         | Dimethoxytrityl                    |          |
| Fmoc        | Fluorenylmethoxycarbonyl           |          |
| MEM         | 2-Methoxyethoxymethyl              |          |
| MOM         | Methoxymethyl                      |          |
| Piv         | Pivaloyl                           |          |
| PMB         | p-Methoxybenzyl                    |          |
| SEM         | β-(Trimethylsilyl)ethoxymethyl     |          |
| TBDMS (TBS) | tert-Butyldimethylsilyl            |          |
| TES         | Triethylsilyl                      |          |
| THP         | Tetrahydropyranyl                  |          |
| TIPS        | Triisopropylsilyl                  |          |
| TMS         | Trimethylsilyl                     |          |
| Tr, Trt     | Trityl (Triphenylmethyl)           |          |
| Z           | Benzyloxycarbonyl (Synonym zu Cbz) |          |